# Hôtel Hyatt Regency Paris Étoile
Hôtel Hyatt Regency Paris Étoile, tidigare Hôtel Concorde La Fayette (1974-2013), är en skyskrapa i Paris, Frankrike, i 17:e arrondissementet nära Porte Maillot. Det ägs av Constellation Hotels Holdings.
Med sina 137 meter höga är det ett av de högsta franska hotellen efter Tour Part-Dieu i Lyon (och den fjärde högsta byggnaden i staden Paris efter Eiffeltornet, Montparnassetornet och Paris Tribunal, men mindre än några av byggnaderna i La Défense-distriktet i närheten); antennen som ligger på taket gör att den till och med når 190 meter i höjd. Med sina trettioåtta våningar finns 995 rum och sviter. Med Palais des Congrès intill är det ett av Paris kongresscenter. 

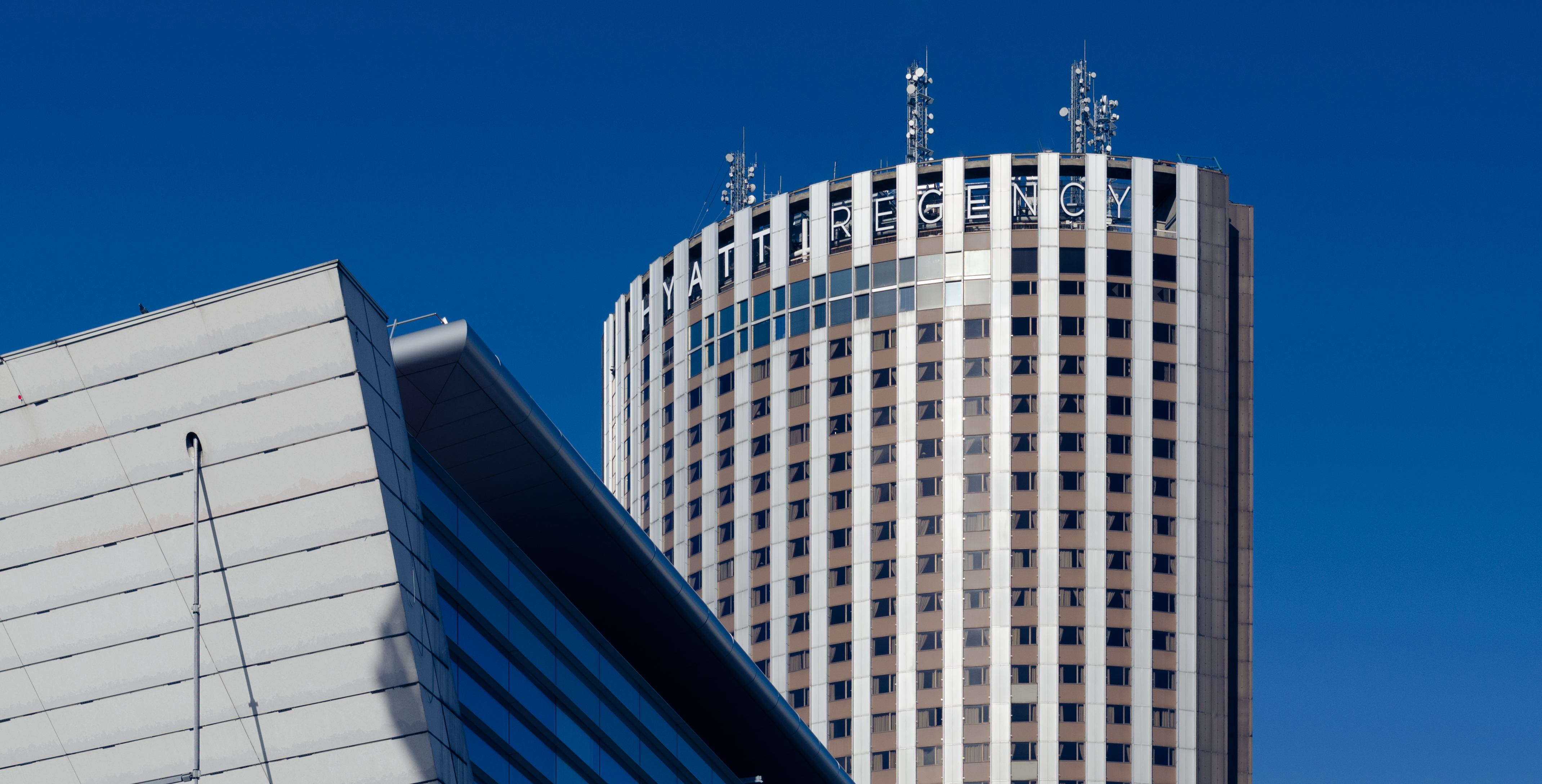